# We Used to Vacation
Albums de Cold War Kids
Robbers and Cowards
(2006) Loyalty to Loyalty
(2008)
We Used to Vacation est le quatrième EP du groupe Cold War Kids, sorti en 2006, mais le premier à sortir sur le label V2 Music.

## Liste des titres
1. We Used to Vacation - 4:14
2. In Harmony in Silver - 3:38
3. Expensive Tastes - 5:02
4. Quiet, Please! - 4:55